# Gammelgaard (Ketting Sogn)
 Der er for få eller ingen kildehenvisninger i denne artikel, hvilket er et problem. Du kan hjælpe ved at angive troværdige kilder til de påstande, som fremføres i artiklen.

 For alternative betydninger, se Gammelgaard. (Se også artikler, som begynder med Gammelgaard)
Gammelgaard er en gammel hovedgård cirka 1 km sydvest for Asserballe på Als. 
Herregården tilhørte i senmiddelalderen adelsslægten Sture (slægt). Ca. år 1500 tilhørte den brødrene Henrik og Vulf (Wolf) Sture. Vulf Stures sønnedatter Cathrine bragte den som medgift til amtmand i Sønderborg, den holstenske adelsmand Hans Blome til Seedorf. Han sælger den dog snart til sin herre, hertug Hans den Yngre. Herefter var den ejet af den sønderborgske hertugslægt, indtil det lille hertugdømme 1667 gik fallit og Gammelgaard inddraget under kronen. I 1730 overdrager Christian 6. gården til hertugen af Augustenborg, Christian August. Augustenborgerne besad Gammelgaard indtil Treårskrigen 1848-1850, hvor deres ejendomme blev inddraget under den danske krone. Gården blev 1860 overdraget til forpagteren H. T. Møller, og har siden haft skiftende ejere.
Gården ligger i Ketting Sogn i Sønderborg Kommune (tidligere Als Sønder Herred).

## Ejere af Gammelgård
- (?) Agge Numsens[1]
- (? - 1257) Magrethe Numsens (enke)
- (1257- 1265) Biskop Nikolaus [2]
- (1265- 1271) Biskop Bonde
- (1271- 1298) Kronen
- (1298- ?) Biskop Berthold
- (1344- ?) Christian Sture
- (ca. 1500) Henrik og Vulf Sture
- (1514-ca. 1540) Vulf Sture (eneejer)
- (ca. 1540- 1549) Asmus Sture (søn)
- (1549 - 1555) Jørgen Sture (bror)
- (1555-1563) Thomas Sture (bror)
- (1563-ca. 1580) Berte Ahlefeldt (enke)
- (ca. 1580) Cathrine Sture (datter)
- (ca. 1580-1584) Hans Blome
- (1584-1622) Hertug Hans den Yngre af Slesvig-Holsten-Sønderborg
- (1622-1627) Hertug Alexander af Slesvig-Holsten-Sønderborg (søn)
- (1627-1639) Hertuginde Dorothea (enke)
- (1639-1653) Hertug Hans Christian af Slesvig-Holsten-Sønderborg (søn)
- (1653-1667) Hertuginde Anna (enke)
- (1667-1730) Kronen
- (1730-1754) Hertug Christian August 1. af Slesvig-Holsten-Sønderborg-Augustenborg
- (1754-1794) Hertug Frederik Christian 1. af Slesvig-Holsten-Sønderborg-Augustenborg
- (1794-1814) Hertug Frederik Christian 2. af Slesvig-Holsten-Sønderborg-Augustenborg
- (1814-1850) Hertug Christian August 2. af Slesvig-Holsten-Sønderborg-Augustenborg
- (1850-1860) Kronen
- (1860-1873) H. T. Møller
- (1890-1923) Clemens von Romberg
- (1923-1925) Konrad Gisbert Wilhelm von Romberg (søn)
- (1925-1950) Den danske stat
- (1950-1953) A. Stenderup Jensen
- (1953-2000) C. Jørgensen
- (2000-2011) Jens C. Jørgensen
- (2011- ?  ) Lars Staugaard Bertram